# Anders Huusko
Anders Huusko (* 24. August 1971 in Upplands Väsby) ist ein ehemaliger schwedischer Eishockeyspieler, der in seiner aktiven Zeit von 1987 bis 2005 unter anderem für die Kölner Haie und Berlin Capitals in der Deutschen Eishockey Liga gespielt hat. Sein Zwillingsbruder Erik war ebenfalls ein professioneller Eishockeyspieler. 

## Karriere
Anders Huusko begann seine Karriere als Eishockeyspieler bei den Arlanda Wings, mit deren Profimannschaft er in der Saison 1989/90 aus der damals noch drittklassigen Division 2 in die zweitklassige Division 1 aufstieg. In dieser verbrachte der Angreifer eine Spielzeit, ehe er vom Djurgårdens IF aus der Elitserien verpflichtet wurde. Mit diesem unterlag er 1992 erst im Playoff-Finale den Malmö Redhawks. Nach vier Jahren verließ der Linksschütze 1996 die Hauptstädter und unterschrieb bei deren Ligarivalen HV71, bei dem er weitere drei Spielzeiten in der Elitserien verbrachte. Zur Saison 1999/2000 wechselte Huusko erstmals ins europäische Ausland, wo er einen Vertrag bei den Kölner Haien aus der Deutschen Eishockey Liga erhielt. Nach nur neun Spielen, in denen er punkt- und straflos geblieben war, verließ der Schwede die Rheinländer allerdings bereits wieder und schloss sich für zwei Jahre deren Ligarivalen, den Berlin Capitals an.
Von 2001 bis 2005 spielte Huusko noch einmal für seinen Ex-Club HV71, mit dem er in der Saison 2003/04 zum ersten und einzigen Mal in seiner Laufbahn Schwedischer Meister wurde. Im Playoff-Finale hatte er sich mit seiner Mannschaft gegen den Färjestad BK durchgesetzt. Zu diesem Erfolg trug der ehemalige Nationalspieler und Weltmeister von 1998 mit neun Toren und vier Vorlagen in 15 Playoff-Spielen bei. Damit war er zudem der beste Torschütze in den Playoffs ligaweit. Ein Jahr später beendete der Flügelspieler im Alter von 34 Jahren seine Karriere.

### International
Für Schweden nahm Huusko an der Junioren-Weltmeisterschaft 1991 sowie den Weltmeisterschaften 1996 und 1998 teil.

## Erfolge und Auszeichnungen
- 1990 Aufstieg in die Division 1 mit den Arlanda Wings
- 1991 Europapokal-Gewinn mit Djurgårdens IF
- 1992 Schwedischer Vizemeister mit dem Djurgårdens IF
- 1998 Goldmedaille bei der Weltmeisterschaft
- 2004 Schwedischer Meister mit dem HV71
- 2004 Meiste Tore in den Elitserien-Playoffs